# Pheidole risii
Pheidole risii är en myrart som beskrevs av Auguste-Henri Forel 1892. Pheidole risii ingår i släktet Pheidole och familjen myror.

## Underarter
Arten delas in i följande underarter:
- P. r. risii
- P. r. rugatula
- P. r. trachyderma